# Сьверчинсько
Сьверчинсько (пол. Świerczyńsko) — село в Польщі, у гміні Розпша Пйотрковського повіту Лодзинського воєводства.
Населення — 160 осіб (2011).
У 1975-1998 роках село належало до Пйотрковського воєводства.

## Демографія
Демографічна структура станом на 31 березня 2011 року:
|          | Загалом | Допрацездатний вік | Працездатний вік | Постпрацездатний вік |
| -------- | ------- | ------------------ | ---------------- | -------------------- |
| Чоловіки | 83      | 21                 | 53               | 9                    |
| Жінки    | 77      | 10                 | 43               | 24                   |
| Разом    | 160     | 31                 | 96               | 33                   |